# Fimbristylis zeylanica
Fimbristylis zeylanica är en halvgräsart som beskrevs av Tetsuo Michael Koyama. Fimbristylis zeylanica ingår i släktet Fimbristylis och familjen halvgräs. Inga underarter finns listade i Catalogue of Life.